# Arrondissement di Brive-la-Gaillarde
L'arrondissement di Brive-la-Gaillarde è un arrondissement dipartimentale della Francia situato nel dipartimento della Corrèze, nella regione Aquitania-Limosino-Poitou-Charentes.

## Storia
Fu creato nel 1800 sulla base dei preesistenti distretti.

## Composizione
L'arrondissement è composto da 99 comuni raggruppati in 15 cantoni:
- cantone di Ayen
- cantone di Beaulieu-sur-Dordogne
- cantone di Beynat
- cantoni di Brive-la-Gaillarde: Centre, Nord-Est, Nord-Ovest, Sud-Est, Sud-Ovest
- cantone di Donzenac
- cantone di Juillac
- cantone di Larche
- cantone di Lubersac
- cantone di Malemort-sur-Corrèze
- cantone di Meyssac
- cantone di Vigeois

| Controllo di autorità | VIAF (EN) 213022518 · BNF (FR) cb131230257 (data) |